# Krásnaya zvezdá
Krásnaya zvezdá (en ruso: Кра́сная звезда́ y transliterado de forma académica como Krásnaja zvezdá), o “Estrella Roja” fue el periódico o la gaceta (gazeta) oficial de las Fuerzas Armadas de la antigua Unión Soviética y del Ministerio de Defensa de la URSS. Esta publicación castrense fue fundada el 1 de enero de 1924, veinte días antes de la muerte de Lenin.

## Durante la Segunda Guerra Mundial
Los escritos redactados en Krásnaya zvezdá entre 1942 y 1945 por el soviético Vasily Grossman (Vasilij Grossman) durante la Gran Guerra Patria, denominación rusa del Frente Oriental de la Segunda Guerra Mundial (1941-1945), serían años más tarde traducidos al inglés por el historiador británico Antony Beevor y por la traductora y escritora rusa Lyuba Vinogradova (Ljuba Vinogradovka), antes de ser publicados como piezas seleccionadas.

## “Estrella roja” y la “dama de hierro”
El 19 de enero de 1976 Margaret Thatcher (1925-2013), quien por entonces se desempeñaba como la principal dirigente de la entonces oposición conservadora (Tory) británica, realizó un duro discurso antisoviético titulado “despierta Gran Bretaña” (Britain awake). Decía:

“Los rusos [soviéticos] están inclinados hacia la dominación mundial, y están rápidamente adquiriendo los medios para convertirse en la más poderosa nación imperial que el mundo ha visto alguna vez. Los hombres en el Politburó soviético no tienen que preocuparse acerca del flujo y reflujo de la opinión pública. Ellos ponen a las armas antes que la mantequilla, mientras que nosotros ponemos todo lo demás antes que las armas”

En otras palabras, Thatcher afirmaba o sostenía que el entonces gobierno comunista soviético le daba bastante más importancia a los gastos militares que a la inversión estatal en la producción de bienes de consumo, a diferencia de lo que sucedía y sucede en las capitalistas economías occidentales.
Como respuesta a ese furibundo discurso el entonces capitán soviético Yuri Gabrilov (Jurij Gabrilov), la apodó “Dama de hierro” (en ruso transliterado Zheleznaya ledi o Železnaja ledi), en un artículo suyo publicado en Krásnaya zvezdá, debido a las irreductiblemente anticomunistas posturas de ella. A pesar de que tal apodo- inicialmente difundido en Occidente por los programas de Radio Moscú en inglés y en otros idiomas extranjeros- era evidentemente despectivo o peyorativo, Thatcher terminó adoptándolo con gusto.

## En la actualidad
La designación oficial de Krásnaya zvezdá, cuyo nombre ya no es ideologizado como lo era en tiempos del comunismo, es Órgano Central del Ministerio de Defensa de Rusia.